# Empty Sounds of Hate (track 99)
«Track 99» (también conocido como "Better Messiah", "Dying Years", "Minister", "Empty Sounds of Hate" y "Untitled") es la pista número 99 del álbum  Antichrist Superstar del grupo Marilyn Manson, lanzado en 1996. Está separada de la última canción en el álbum, Man That You Fear, por 82 pistas mudas de 4 segundos de duración. Cuando el álbum se pone en bucle, el ritmo de "Irresponsible Hate Anthem" coincide con la de la recitación distorsionada adicional que se encuentra en "Track 99", haciendo que el álbum tenga un bucle perfecto.  

## Apariciones
- Antichrist Superstar

## Versiones
- "Track 99" aparece en "Antichrist Superstar"

## Curiosidades
- Si la pista se acelera a 300% el outro de "Mister Superstar" se pueden escuchar con la letra "superstar, superfuck, baby ...". Si lo hace a la inversa y ralentizar el outro de "Mister Superstar" revela "Track 99".
- Las palabras "When you are suffering know that I have betrayed you" se repiten a lo largo de la canción. Parece que se han hecho a la inversa y más lento.
- La línea "When you are suffering know that I have betrayed you" hace referencia a la línea ", "then when you are sad know that I have forsaken you" por Aleister Crowley (el Libro de la Ley, en el capítulo 2).